# Mendata
Mendata es un municipio de la provincia de Vizcaya, País Vasco (España).

## Toponimia
El actual municipio de Mendata tiene su origen en la anteiglesia de San Miguel de Mendata. 
Sobre su significado etimológico cabe decir que aparentemente está relacionado con la palabra en lengua vasca mendi ('monte'). No está del todo claro su significado completo, pero algunos filólogos como Xabier Kintana, miembro de la Real Academia de la Lengua Vasca, lo relacionan con la palabra mendate (puerto de montaña) al considerar que la palabra ata es una variante de ate (puerto, puerta). Otros filólogos han solido considerarlo una variante del topónimo Mendieta, que significa sitio de montes. 
La ubicación geográfica de Mendata, en las estribaciones septentrionales del monte Oiz y siendo uno de los municipios situados a mayor altitud de la comarca de Urdaibai, hace plausible cualquiera de los significados etimológicos antes referidos.
El gentilicio de sus pobladores es mendatarra, común para hombres y mujeres y que proviene del euskera.
La anteiglesia de Albiz, la cofradía más antigua de Vizcaya, forma parte del municipio de Mendata.

## Demografía
Mendata cuenta con una población de 380 habitantes (INE 2024).
| Gráfica de evolución demográfica de Mendata entre 1842 y 2021                                                       |
| |
| Población de derecho según los censos de población del INE Población de hecho según los censos de población del INE |

## Administración y política
| Partido político                                             | 2023  | 2023  | 2023       | 2019  | 2019  | 2019       | 2015  | 2015  | 2015       | 2011  | 2011  | 2011       | 2007  | 2007  | 2007       |
| Partido político                                             | %     | Votos | Concejales | %     | Votos | Concejales | %     | Votos | Concejales | %     | Votos | Concejales | %     | Votos | Concejales |
| Euzko Alderdi Jeltzalea-Partido Nacionalista Vasco (EAJ-PNV) | 84,21 | 160   | 7          | 70,00 | 168   | 5          | 68,53 | 172   | 5          | 62,59 | 174   | 5          | 57,03 | 150   | 4          |
| Euskal Herria Bildu (EH Bildu)-Bildu                         | –     | –     | –          | 28,74 | 69    | 2          | 30,28 | 76    | 2          | 34,53 | 96    | 2          | –     | –     | –          |
| Partido Popular del País Vasco (PP)                          | –     | –     | –          | –     | –     | –          | –     | –     | –          | 1,80  | 5     | 0          | 1,90  | 5     | 0          |
| Eusko Alkartasuna (EA)                                       | –     | –     | –          | –     | –     | –          | –     | –     | –          | –     | –     | –          | 40,30 | 106   | 3          |